# Gustave Sandras
Gustave Sandras (n. 24 februarie 1872, Croix, Nord-Pas-de-Calais, Franța – d. 21 iunie 1951, Flers-lez-Lille⁠(d), Nord-Pas-de-Calais, Franța) a fost un gimnast artistic ce a reprezentat Franța, medaliat olimpic. A participat la o ediție a Jocurilor Olimpice (1900) în care a câștigat o medalie de aur.

## Participări
Lista de mai jos prezintă principalele competiții la care a participat Gustave Sandras de-a lungul carierei.
- gymnastique aux Jeux olympiques d'été de 1900[*]